# Chrysasura punctatissima
Chrysasura punctatissima là một loài bướm đêm thuộc phân họ Arctiinae, họ Erebidae.